# Hühnerberg (Vorkarwendel)
Der Hühnerberg ist ein Gebirgszug in der oberbayerischen Gemeinde Lenggries (Landkreis Bad Tölz-Wolfratshausen).
Er ist der nördlichste Teil des bogenförmigen Gebirgskammes mit ansonsten namenlosem höchsten Punkt (1625 m), der sich von diesem über den kurzen Seitenast Schürpfeneck, das Dürrnbergjoch, das Demeljoch bis zum Zotenjoch, bereits auf österreichischer Seite, erstreckt. Der nördliche Vorgipfel (1397 m) wird als Kleiner Hühnerberg bezeichnet und hat einst die mittlerweile aufgelassene Kirchmair-Alm beherbergt.
Der Hühnerberg kann als Bergwanderung vom östlichen Ende des Sylvensteinspeichers als Kammwanderung überschritten werden.